# Giovanni Lanfranco (Musiker)
Giovanni Maria Lanfranco (* um 1490 in Terenzo; † 1545 in Parma) war ein italienischer Organist und Musiktheoretiker der Renaissance.
Giovanni Lanfranco war Kanonikus am Dom von Brescia. Er war bis 1536 Kathedralkapellmeister in Brescia und von 1540 bis 1545 Kapellmeister in Parma. 1533 veröffentlichte er seine Schrift Scintille di musica. Sie enthält Hinweise zur Musikpraxis der Renaissance sowie die erste Beschreibung der gleichstufig temperierten Lautenstimmung.
| Personendaten    | Personendaten                                               |
| ---------------- | ----------------------------------------------------------- |
| NAME             | Lanfranco, Giovanni                                         |
| ALTERNATIVNAMEN  | Lanfranco, Giovanni Maria                                   |
| KURZBESCHREIBUNG | italienischer Organist und Musiktheoretiker der Renaissance |
| GEBURTSDATUM     | um 1490                                                     |
| GEBURTSORT       | Terenzo                                                     |
| STERBEDATUM      | 1545                                                        |
| STERBEORT        | Parma                                                       |